# Le Lion Belge
Le Lion Belge is een Naamsteen 1914-1918 ten zuidoosten van Oostvleteren, in de West-Vlaamse gemeente Vleteren. Hij is op 14 november 1986 onthuld en verwijst naar het gelijknamige kantonnement dat hier in de Eerste Wereldoorlog opgezet werd.
25 van deze gedenkstenen werden tussen 1984 en 1988 in de Frontstreek van de Westhoek geplaatst en die in Vleteren is nummer 16, behorend tot de derde van vijf reeksen. De steen staat halverwege naar Woesten aan de Woestenstraat, die deel uitmaakt van de N8. Hij staat bij een pand dat aan het opschrift Station Lion Belge nog herkenbaar is als voormalig tramstation. Het heeft tevens dienstgedaan als hoeve, veldhospitaal, afspanning, herberg en brouwerij.

## Kantonnement Le Lion Belge
Kantonnementen waren een soort rustkazernes waar de soldaat na beurtdienst aan het front even tot rust kon komen. Ze vervingen de tenten, schuren en kerken waarin soldaten aan het begin van de oorlog ondergebracht waren.
In de beruchte loopgravenoorlog aan de IJzer lag Le Lion Belge achter de frontsector Fort Knokke–Steenstrate. De voorzieningen waren er dramatisch slecht, evenals de hygiëne. In 1915 kwamen er primitieve barakken waarin het vrijwel aan alles ontbrak. In winkels en herbergen betaalden soldaten woekerprijzen voor basisbehoeften, zodat sommigen uit stelen gingen. Eind 1916 kwam er voor het eerst een kantine. Op driehonderd meter van Le Lion Belge stond in 2004 in een weide bij de Burgweg nog een bakstenen gebouwtje, dat mogelijk als gaarkeuken voor de troepen heeft gediend.
Tot januari 1915 werd het kantonnement vooral door Franse mariniers gebruikt, daarna vooral door Belgische militairen. Tot de gelegerde eenheden behoorden het 1ste en het 4de Bataljon van de Belgische Grenadiers, het 18de en 20ste Linieregiment van de 3de Legerdivisie. Kort voor het eindoffensief van september 1918 kwamen hier de 1ste Jagers te voet.
In de nabijheid lagen medische posten, er was een tramverbinding, en er kwam uiteindelijk een leeszaal en een barak voor toneelopvoeringen.